# Via Cairoli
La Via Cairoli est une rue du centre historique de Gênes, en Italie, tirant son nom du Premier ministre italien Benedetto Cairoli (1825-1889). Construite au XVIIIe siècle sous le nom de Strada Nuovissima (littéralement, « Rue la plus nouvelle »), c'est l'une des Strade Nuove (littéralement « Nouvelles rues ») inscrites en juillet 2006 sur la liste du patrimoine mondial de l'UNESCO (Gênes : les Strade Nuove et le système des Palais des Rolli).

## Histoire
La Via Cairoli, alors connue sous le nom de Strada Nuovissima, a été construite entre 1778 et 1786 par l'architecte Gregorio Petondi.
Pendant la période de la Renaissance, la noblesse de la république de Gênes a lancé un urbanisme minutieux pour transformer la cité médiévale existante et initier une importante expansion urbaine vers le Nord. Après cette expansion, cependant, les deux « Strade Nuove » - la Strada Nuova du XVIe siècle (actuelle via Garibaldi) et la Strada Balbi du XVIIe siècle (actuelle via Balbi) - sont restées sans artère comparable les reliant, séparées par un certain nombre de ruelles et places médiévales. Au XVIIIe siècle, la ville a donc décidé d'améliorer la connexion entre les deux rues monumentales et de donner un coup de pouce au trafic vers l'ouest grâce à la construction de la Strada Nuovissima. Cela a nécessité de sacrifier certaines anciennes maisons ouvrières et d'adapter certains palais aristocratiques, comme le Palazzo Lomellini-Doria Lamba, qui étaient situés le long de la nouvelle rue,.

## Palais classés au patrimoine mondial de l'UNESCO
| 20 | Gerolamo Grimaldi  | 4, Salita San Francesco   | Palais de la Méridienne      |        |
| 21 | Gio Carlo Brignolé | 2, Piazza della Meridiana | Palais Durazzo Brignole      | </img> |
| 23 | Stefano Lomelini   | 18, Via Cairoli           | Palais Lomellini-Doria Lamba |        |